# Хэ Чжичжан
Хэ Чжичжан (кит. трад. 賀知章, упр. 贺知章, пиньинь Hè Zhīzhāng; 659—744) — китайский поэт времен империи Тан.

## Биография
Родился в 659 году в уезде Юнсин области Юэчжоу. В 695 году во время правления императрицы У Цзэтянь сдал государственные экзамены на степень цзиньши. Вместе с поэтом Чжаном Юэ составил «Шесть ведомств» — один из известных административных кодексов эпохи Тан. В 710 году император Жуй-цзун назначил Хэ заместителем главы Ведомства обрядов. При императоре Сюань-цзуне загнимал невысокие канцелярские должности в том же ведомстве, потом был назначен смотрителем императорских библиотек. В 744 году оставил службу и вернулся в родную деревню, чтобы стать даосским отшельником. В этом же году и умер.

## Творчество
Самые известные стихотворения — «При возвращении домой» и «Воспеваю иву». Одно из них вошло в антологию Триста танских поэм.

## Произведения
〈回鄉偶書二首〉
少小離鄉老大回，

鄉音難改鬢毛衰。

兒童相見不相識，

笑問客從何處來。

При возвращении домой
Молодым я из отчего дома ушел,

Воротился в него стариком.

Неизменным остался лишь говор родной, —

Счет годов у меня на висках.

И на улице дети глядят на меня, —

Все они не знакомы со мною, —

И смеются и просят, чтоб гость рассказал,

Из каких он приехал краев.

— Перевод Л. Эйдлина

## Музыка
- Георгий Свиридов. «Песни странника» (1941—1942), вокальный цикл для баритона и фортепиано на стихи Ван Вэя, Бо Цзюйи и Хэ Чжичжана (6. «Возвращение на родину»: «Ребёнком давно я покинул свой дом…», перевод Юлиана Щуцкого)[4]. Первое исполнение — 29 июня 2019 года в Малом зале Санкт-Петербургской Филармонии[5][6].